# Hangrendszerek
Hangrendszerek azok a hangtechnikai rendszerek, melyek egy vagy több hangszóró összehangolásával adnak különböző zenehallgatási élményt. A leggyakrabban használt hangrendszerek alább olvashatók.

## Monó (1 csatorna)
Egy csatornás rendszer. Nem ad térélményt, hordozható rendszerekben (zseb-, táskarádiók), vagy háttérzene hallgatáshoz megfelelő. A legtöbb helyen már leváltotta a sztereó rendszer, de a legtöbb kommunikációs eszközben (köztük a telefonokban) megmaradt ez a technológia; továbbá néhány rádiócsatorna továbbra is csak monó hangot sugároz.

## Álsztereó (1 csatorna)
Két hangszórós rendszer, azonban mindkét hangszórón ugyanaz a csatorna szól. A látszólagos térhatást a két hangszóróra jutó hangok szétválasztásával (például: frekvencia szerint) érik el.

## Sztereó(2 csatorna)
Kétcsatornás, két hangszórós rendszer. Olyan érzetet kelt (megfelelő beállítások esetén), mintha a színpad előtt hallgatnánk a zenét. Ez azonban csak egy pontban (vagy fülhallgatóval) élvezhető.

## 2+1 csatorna
A 2+1 csatornás, azaz sztereó, bal-jobb hangszórós rendszereket egy mélysugárzóval egészítették ki, hogy ne kelljen egy dobozba építeni a bal-jobb dobozzal, ezzel csökkentve az akusztikai interferenciákat.

## Kvadrofon(4 csatorna)
Négy hangszórós rendszer (quadrophonic): első-hátsó sztereó. Nem terjedt el, mivel megjelenésekor költséges volt előállítani négy csatornát kezelő hanghordozót. Audiokazettán rendelkezésre áll 4 sáv, bakelitlemezen azonban bonyolult módszereket dolgoztak ki – több, egymással inkompatibilis szabvány született, amik nem tudtak elterjedni. Rontotta az esélyeket, hogy a többszöri lejátszás során a ráadás két csatorna adatai hamar lekoptak, így sztereóként szólalt meg a lemez. Voltak kvadrofón rádióadások is Magyarországon: A 4 sávot egyszerre közvetítette a 3. műsor (ma: Bartók) és a Petőfi Rádió, a két elsőt többnyire a 3. műsor, a két hátsót pedig a Petőfi.

## 4+1 csatorna
Dolby Stereo: A Dolby Laboratories cég a mozik számára négy csatornát vitt fel a sztereó sávra: jobb, bal, közép, surround (környezet). LFE (Low Frequency Effects), vagyis mély csatorna is előállítható a mély hangok kiszűrésével.

## 5+1 csatorna
Hat hangszórós rendszer: első sztereó, hátsó sztereó, valamint center (elöl középen) és mélysugárzó hangfalak veszik körbe a hallgatóságot. A center szerepe leginkább a filmek prózai részén van, tehát a filmben lévő beszédhangok sugárzása a center sugárzó szerepe, eltekintve a speciális effektektől.

## 6+1 csatorna
Dolby Digital Extended: Hét hangszórós rendszer, első sztereó, hátsó sztereó, valamint 2 center, egy elöl középen, egy pedig hátul középen és mélysugárzó hangfal.

## 7+1 csatorna
Ugyanaz, mint az 5+1-es hangrendszer, de kiegészítve még egy pár sztereó hangfallal. Így a 7.1-es rendszer áll első sztereó, középső sztereó, hátsó sztereó, első center és mélysugárzó (subwoofer) hangszórókból.
A számítógépek mai modern alaplapjaira sokszor már integrálva van egy 7.1-es hangkártya.